# Unità abitativa
Per unità abitativa si intende il minimo spazio architettonico composto da uno o più ambienti sistematicamente legati e nel loro insieme indipendenti e tali da consentire la funzione dell'abitare.
L'unità abitativa corrisponde quindi alla singola abitazione, che può corrispondere anche al concetto più antropologico di casa.

## Storia
In tutte le culture primitive l'unità abitativa nasce nella preistoria, è il primo elemento che va a costituire l'ambiente costruito, cioè quell'ambiente attrezzato dall'uomo in modificazione dell'ambiente naturale, per rendere migliore la propria qualità della vita e ottimizzare nel limite delle possibilità tecnologiche delle varie epoche le proprie attività.
La sua nascita corrisponde con la capanna e poi con la casa contadina, che continuerà ad esistere sino all'epoca contemporanea affiancandosi a tutti gli altri tipi di unità abitative via via createsi. A quest'ultima si aggiunge nella prima epoca storica la casa fortificata o reggia di età e civiltà micenea, o il palazzo di origine e civiltà minoica.
Con la prima nascita dell'urbanesimo a Roma si hanno le unità popolari delle insule, blocchi di appartamenti in affitto, contrapposte alle ville della campagna o anche cittadine.
Si arriverà poi ai castelli ed alle case torri medioevali, alle ville ed ai palazzi rinascimentali, espressioni diverse della residenza nobiliare, borghese o mercantile delle varie epoche.
Con la rivoluzione industriale, che per prima si sviluppa in Inghilterra, nasce un urbanesimo sempre più massiccio e si costruiscono le unità abitative operaie di bassissimo livello igienico e sanitario nei quartieri cosiddetti "slums". Il tentativo di superare urbanizzazione caotica e devastante delle città attraverso delle regole razionali porta alla nascita dell'urbanistica moderna, e alla progettazione di abitazioni più umane con le "case da appartamenti".
Il Movimento Moderno crea il concetto di unità abitativa che è, oltre che architettonico anche sociologico, facendo propria la concezione della unità come "residenza" (appartamenti, case a schiera ecc.) e non più come "rappresentanza" (villa, castello, palazzo). Nascono così i quartieri residenziali dell'epoca moderna sino ad arrivare alle Unitè d'Habitation di Le Corbusier, espressione più compiuta di questo concetto. Qui l'unità abitativa è l'elemento primario ben individuato di un insieme che, legato a servizi comuni primari, va a realizzare un pezzo di città un quartiere.
Prevalentemente al XX secolo appartengono infine le unità abitative "turistiche" come le case al mare, le case in montagna, i residence alberghieri.

## Classificazione
Vi possono essere vari modi per classificare le unità abitative; quelli più comuni prevedono la distinzione per tipologia, dimensione, destinazione, origine.
Tipologia
- appartamento, che a sua volta può dividersi in monolocale, bilocale, trilocale ecc.
- abitazione semi indipendente, suddivisa in casa a schiera, bifamiliare, unifamiliare
- villa
- palazzo (che ha origini ormai solo storiche)
- palazzina[1]
- castello (che ha origine solo storica)
- Cottage

Dimensione;
- segue in crescendo il medesimo elenco sopracitato della tipologia, dall'appartamento al castello.

Destinazione
- unità abitativa cittadina (appartamenti, case a schiera ecc.)
- rurale (fattoria, casa contadina, masseria)
- residenza marina, di campagna, di montagna, alberghiera

Origine
- residenza moderna (dall'appartamento alla villa come nell'elenco sopracitato della tipologia)
- residenza storica (casa contadina, palazzo, castello, torre).

## Obblighi di legge
Le unità abitative, soprattutto quelle degli appartamenti dei condomini, devono rispettare delle norme atte a migliorarne l'abitabilità e l'efficentamento, come l'isolamento termico e l'isolamento acustico, quest'ultimo pur essendo normato dal 1997 e in vigore dall'anno successivo, nel 2018 non tutti i edifici testati hanno rispettato sul campo l'isolamento acustico.